# Jules César contre les pirates
Pour plus de détails, voir Fiche technique et Distribution.
Jules César contre les pirates (titre original : Giulio Cesare contro i pirati) est un film italien de Sergio Grieco sorti en 1962.

## Synopsis
Après avoir échappé à une nouvelle tentative d'assassinat orchestrée par le dictateur Sylla, Jules César décide de fuir Rome pour sauver sa peau. Réfugié en Bythinie, il est chaleureusement accueilli par le roi Nicomède IV. Ce dernier accepte que César embarque pour la cité de Milet et lui offre, en prime, une esclave nommée Plauzia. La jeune femme est promise à Hamar, l'impitoyable chef d'une bande de pirates. Avertis, Hamar et ses hommes prennent d'assaut le navire, capturent le romain et réclament une rançon.

## Fiche technique
- Titre original : Giulio Cesare contro i pirati
- Titre anglophone : Julius Caesar against the pirates
- Réalisation : Sergio Grieco
- Scénario : Gino Mangini, Fabio De Agostini, Maria Grazia Borgiotti et Sergio Grieco (non crédité) d'après une histoire de Maria Grazia Borgiotti
- Directeur de la photographie : Vincenzo Seratrice
- Montage : Enzo Alfonzi
- Musique : Carlo Innocenzi
- Costumes : Tigano Lo Faro
- Production : Gastone Guglielmetti
- Genre : Péplum
- Pays :  Italie
- Durée : 93 minutes
- Date de sortie :
  -  Italie : 23 avril 1962
  -  France : 24 mai 1973

## Distribution
- Gustavo Rojo (VF : Denis Savignat) : Jules César
- Abbe Lane (VF : Evelyn Selena) : Plauzia
- Gordon Mitchell (VF : Serge Sauvion) : Hamar
- Piero Lulli (VF : Henry Djanik) : le capitaine Edom
- Franca Parisi : Cornelia
- Susan Terry (VF : Sophie Leclair) : Quintilia
- Massimo Carocci (VF : Jean-François Laley) : Publius
- Ignazio Leoni (VF : Albert Augier) : Frontone
- Fedele Gentile (VF : Jean-Claude Michel) : le gouverneur Valerius Turcuato
- Pasquale Basile : Tullio
- Antonio Basile : Glauco
- Aldo Cecconi (VF : Pierre Garin) : Akim
- Antonio Gradoli (VF : Jean Michaud) : Lucio
- Nando Angelini : le premier officier romain
- Franco Franchi : le second officier romain
- Mario Petri (VF : Raymond Loyer) : le roi Nicomède
- Rossana Fattori : Eber
- Erno Crisa (VF : Jean-Pierre Duclos) : Sylla